# Ертапенем
Ертапене́м — синтетичний антибіотик з групи карбапенемів для парентерального застосування. Ертапенем розроблений компанією Merck & Co та застосовується у клінічній практиці з 2002 року.

## Фармакологічні властивості
Ертапенем — синтетичний антибіотик з групи карбапенемів широкого спектра дії. Препарат має бактерицидну дію, що зумовлена порушенням синтезу клітинної стінки бактерій. До препарату чутливі наступні мікроорганізми: стафілококи; стрептококи, в тому числі пневмококи; клебсієли; клостридії (крім Clostridium difficile); Escherichia coli; Haemophilus spp.; Moraxella catarrhalis; Proteus spp.; Serratia spp.; Enterobacter spp; Bacteroides spp.; Eubacterium spp.; Prevotella spp.; пептостептококи; фузобактерії. Нечутливими до ертапенема є метицилінорезистентні стафілококи, більшість штамів Enterococcus spp., віруси, грибки, хламідії, рикетсії, мікоплазми. Ертапенем не має клінічно значущої активності проти Pseudomonas aeruginosa та ентерококів, але має дуже високу активність протигрампозитивних аеробних бактерій та більшості анаеробних грампозитивних бактерій та грамнегативних аеробних бактерій, у тому числі ентеробактерій.

### Фармакокінетика
Ертапенем після внутрішньом'язового введення швидко всмоктується в організмі. Біодоступність препарату після внутрішньом'язового введення становить 92 %, після внутрішньовенного введення — 100 %. Максимальна концентрація в плазмі крові досягається протягом 2 годин після внутрішньом'язового введення і 30 хвилин — після внутрішньовенного введення. Ертапенем створює високі концентрації у більшості тканин та рідин організму. Намає даних за проникнення ертапенему через гематоенцефалічний бар'єр. Препарат проникає через плацентарний бар'єр та виділяється в грудне молоко. Метаболізується антибіотик в печінці. Виводиться ертапенем з організму переважно з сечею (80 %), частково з калом (10 %). Період напіввиведення препарату становить 4 години, при нирковій недостатності цей час може збільшуватись.

## Показання до застосування
Ертапенем застосовують при помірних та тяжких інфекціях, які спричинюють чутливі до препарату мікроорганізми: ускладнені інфекції черевної порожнини; ускладнені інфекції шкіри та підшкірної жирової клітковини (також діабетична стопа); позагоспітальна пневмонія; ускладнені інфекції сечовивідної системи; гострі гінекологічні інфекції та інфекції малого тазу (включаючи післяпологовий ендометрит та септичний аборт); септицемія; профілактика післяопераційних інфекцій при колоректальних операціях.

## Побічна дія
При застосуванні ертапенему можливі наступні побічні ефекти:
- Алергічні реакції — часто (1—10 %) висипання на шкірі, свербіж шкіри; нечасто (0,1—1 %) кропив'янка, гіперемія шкіри, задишка, гарячка; рідко (0,01—0,1 %) анафілактичний шок.
- З боку травної системи — часто (1—10 %) нудота, блювання, діарея, псевдомембранозний коліт; нечасто (0,1—1 %) запор, біль у животі, кандидоз ротової порожнини; рідко (0,01—0,1 %) холецистит, жовтяниця.
- З боку нервової системи — часто (1—10 %) головний біль; нечасто (0,1—1 %) запаморочення, сплутаність свідомості, сонливість, безсоння, судоми; рідко (0,01—0,1 %) тремор, синкопальні стани, тривога, депресія.
- З боку серцево-судинної системи — нечасто (0,1—1 %) артеріальна гіпотензія, брадикардія; рідко (0,01—0,1 %) геморагічні висипання, артеріальна гіпертензія, тахікардія, аритмія.
- З боку дихальної системи — нечасто (0,1—1 %) диспное, затруднення при ковтанні; рідко (0,01—0,1 %) пневмонія, носова кровотеча, кашель, свистяче дихання, риніт.
- Зміни в лабораторних аналізах — часто (1—10 %) підвищення активності амінотрансфераз і лужної фосфатази в крові, тромбоцитоз; нечасто (0,1—1 %) еозинофілія, лейкопенія, нейтропенія, підвищення протромбінового часу, підвищення рівня білірубіну, креатиніну і сечовини в крові, гіперглікемія; рідко (0,01—0,1 %) лімфопенія, лімфоцитоз, моноцитоз, нейтрофільоз, лейкоцитурія, бактеріурія, наявність дріжджових грибків у сечі.
- Місцеві реакції — часто (1—10 %) біль та гіперемія в місці введення, флебіт при внутрішньовенному введенні.

## Протипоказання
Ертапенем протипоказаний при підвищеній чутливості до β-лактамних антибіотиків та дітям до 3-х місяців. З обережністю рекомендовано застосовувати препарат при вагітності. Під час лікування ертапенемом рекомендовано припинити годування грудьми.

## Форми випуску
Ертапенем випускається у вигляді порошку в флаконах для ін'єкцій по 1,0 г.